# Fariba Adelkhah
Fariba Adelkhah (Teheran, 25 aprile 1959) è un'antropologa francese di origine iraniana, accademica a Sciences Po di Parigi e arrestata in Iran nel giugno 2019: accusata di spionaggio, imprigionata per più di un anno e poi rilasciata con un braccialetto elettronico. È di nuovo incarcerata nella prigione di Evin dal 12 gennaio 2022 al febbraio 2023.

## Biografia
Nata il 25 aprile 1959 a Teheran, si è trasferita in Francia per i suoi studi universitari nel 1977,, prima all'Università di Strasburgo II poi all'École des Hautes Etudes en Sciences Sociales a Parigi. Nel 1990 ha discusso la sua tesi dal titolo "Un approccio antropologico all'Iran post-rivoluzionario. Il caso delle donne islamiche" sotto la direzione di Jean-Pierre Digard.
Dal 2004 è Direttore della Ricerca presso il Centro per la Ricerca Internazionale (CERI) della Fondazione Nazionale di Scienze Politiche (Istituto di Studi Politici di Parigi). È autrice di numerose pubblicazioni su Iran e Afghanistan e membro del consiglio scientifico della rivista Iranian Studies e della Revue des mondes Moslems et de la Méditerranée..
Parallelamente alla sua attività accademica, Fariba Adelkhah ha tradotto in persiano poemi mistici francesi della fine del Medioevo e del Rinascimento.

## Arresto in Iran
Il 14 luglio 2019, i media in lingua persiana al di fuori dell'Iran hanno riferito che era stata arrestata in Iran. Il suo arresto risalirebbe al 7 giugno, quando si è connessa l'ultima volta al suo account WhatsApp. Il sito web iraniano per i diritti umani Gozaar ha dichiarato che era stata arrestata dal Corpo delle guardie rivoluzionarie islamiche e detenuta nella prigione di Evin. Le autorità francesi hanno affermato che ad Adelkhah è stato negato l'accesso all'assistenza consolare, ed hanno continuato a rinnovare la richiesta di incontrare un loro concittadino.
Nel giugno 2019, anche Roland Marchal, collega di Sciences Po di Adelkhah, è stato arrestato in Iran quando è andato a trovarla. Il 7 febbraio 2020, il loro avvocato ha affermato che i due avevano presentato una petizione alle autorità penitenziarie per consentire loro di sposarsi. Secondo quanto riferito, Marchal e Adelkhah sarebbero stati processati il 3 marzo 2020, ma il processo è stato poi rinviato a causa della pandemia di COVID-19 in Iran. Marchal è stato rilasciato il 20 marzo 2020 nell'ambito di uno scambio di prigionieri, ma non è stato raggiunto alcun verdetto sul caso di Adelkhah.
Il 16 maggio 2020, la 15ª sezione del tribunale di Teheran ha condannato Adelkhah a cinque anni di reclusione per cospirazione contro la sicurezza nazionale e un anno per propaganda contro lo Stato. Durante il processo, è stata rappresentata dall'avvocato iraniano Saeid Dehghan. Sebbene Adelkhah sia franco-iraniana, l'Iran non riconosce questa doppia cittadinanza, e così continua a negarle l'accesso ai servizi consolari francesi. La pena è stata poi confermata in appello nel giugno 2020. È detenuta a Evin, la prigione dei prigionieri politici, dove sono rinchiuse una quarantina di altre donne tra cui l'avvocata iraniana Nasrin Sotoudeh
Nel settembre 2020, dopo più di un anno di detenzione, Adelkhah è uscita di prigione con un braccialetto elettronico e ha raggiunto la sua famiglia a Teheran.
Il 15 dicembre 2020 le è stato conferito il premio Irène Joliot-Curie
L'Istituto di Sciences Po è in contatto con il ministero francese per l'Europa e gli affari esteri per fare campagna e sensibilizzare sul rilascio di Adelkhah.
Il 12 gennaio 2022, il gruppo di sostegno di Adelkhah con sede a Parigi, ha annunciato che i suoi arresti domiciliari erano terminati e che era stata nuovamente imprigionata a Evin. Dal gennaio 2022 al febbraio 2023, è stata tenuta in prigione a Teheran.

## Opere
- Ramadan et politique, Parigi, Edizioni CNRS, 2000 ISBN 9782271058157
- Guerre et terre en Afghanistan, Aix-en-Provence PUP, Presses Univ. de Provence, 2013 ISBN 9782853998840
- Dubai, cité globale, Parigi, CNRS, 2001 ISBN 9782271059451
- Thermidor en Iran, Bruxelles, Complexe, 1993 ISBN 9782870275023
- Etre moderne en Iran, Parigi, Karthala, 1998 ISBN 9782865378333
- La rivoluzione sous le voile: Femmes islamiques d'Iran
- Voyages du développement: emigrazione, commercio, esilio, Parigi, Éd. Karthala, 2007 ISBN 9782845869400
- Le moschee: spazi, istituzioni e pratiques, Aix-en-Provence, Presses Universitaires de Provence, 2009 ISBN 9782853997379